# Rugby op de Middellandse Zeespelen
Rugby is een sport die tot en met 1993 op het programma van de Middellandse Zeespelen stond.

## Geschiedenis
Rugby stond tot op heden vier keer op het programma van de Middellandse Zeespelen. De eerste maal was in 1955, in Barcelona. Frankrijk ging met de titel aan de haal. Italië en Spanje vervolledigden het podium. Na een onderbreking van 24 jaar keerde rugby terug op het programma van de Middellandse Zeespelen 1979. In het Joegoslavische Split sleepten de Fransen een tweede titel in de wacht. Italië won wederom zilver, Marokko werd derde. In 1983, in het Marokkaanse Casablanca was het podium volledig hetzelfde. Tien jaar later won Frankrijk een vierde keer, ditmaal voor Italië en Spanje. Daarna werd de sport definitief uit het programma van de Middellandse Zeespelen geschrapt.

## Onderdelen
| Onderdeel | 51 | 55 | 59 | 63 | 67 | 71 | 75 | 79 | 83 | 87 | 91 | 93 | 97 | 01 | 05 | 09 | 13 | 18 | 22 | Totaal |
| --------- | -- | -- | -- | -- | -- | -- | -- | -- | -- | -- | -- | -- | -- | -- | -- | -- | -- | -- | -- | ------ |
| Mannen    |    | •  |    |    |    |    |    | •  | •  |    |    | •  |    |    |    |    |    |    |    | 4      |
| Totaal    | 0  | 1  | 0  | 0  | 0  | 0  | 0  | 1  | 1  | 0  | 0  | 1  | 0  | 0  | 0  | 0  | 0  | 0  | 0  | 4      |

## Medaillewinnaars
| Jaar | Goud      | Zilver | Brons   |
| ---- | --------- | ------ | ------- |
| 1955 | Frankrijk | Italië | Spanje  |
| 1979 | Frankrijk | Italië | Marokko |
| 1983 | Frankrijk | Italië | Marokko |
| 1993 | Frankrijk | Italië | Spanje  |

## Medaillespiegel
| Plaats | Land      | Goud | Zilver | Brons | Totaal |
| 1      | Frankrijk | 4    | 0      | 0     | 4      |
| 2      | Italië    | 0    | 4      | 0     | 4      |
| 3      | Marokko   | 0    | 0      | 2     | 2      |
| 3      | Spanje    | 0    | 0      | 2     | 2      |
| Totaal | Totaal    | 4    | 4      | 4     | 12     |